# Ejido Mezquitillo (La Curva)
Ejido Mezquitillo är en ort i Mexiko.   Den ligger i kommunen Culiacán och delstaten Sinaloa, i den västra delen av landet, 1 000 km nordväst om huvudstaden Mexico City. Ejido Mezquitillo ligger 10 meter över havet och antalet invånare är 790.
Terrängen runt Ejido Mezquitillo är mycket platt. Runt Ejido Mezquitillo är det ganska tätbefolkat, med 155 invånare per kvadratkilometer. Närmaste större samhälle är Villa de Costa Rica, 13,0 km norr om Ejido Mezquitillo. Trakten runt Ejido Mezquitillo består till största delen av jordbruksmark.